# Поселковая железнодорожная ветка (Вырица)
Поселковая железнодорожная ветка расположена в посёлке Вырица Гатчинского района Ленинградской области. Ветка отходит от станции Вырица. Её длина 7 километров. На ветке 3 платформы и станция Посёлок. Оснащена полуавтоматической блокировкой, электрифицирована.

## Остановки электропоездов

### Связи
До 10 ноября 2024 года — Платформа № 1. Современное название дано по улице Связи, примыкающей с севера и северо-востока. Расположена в 2 километрах от станции Вырица. Одна платформа, прямая.
В нечётную сторону посадка и высадка осуществляется из первых трёх вагонов.
В чётную сторону посадка и высадка осуществляется из последних трёх вагонов.
Раньше платформа была рассчитана на десять вагонов и была кривой. Чтобы осуществлять посадку и высадку, помощник машиниста электропоезда подавал сигнал рукой машинисту с вышки, находившейся посередине платформы. Рядом находился деревянный вокзал, который впоследствии сгорел. В чётную сторону электропоезд останавливается последними вагонами, так как в случае остановки первыми вагонами на платформе будет невозможно контролировать безопасную посадку и высадку пассажиров и закрытие автоматических дверей из-за кривой.

### Ленина
До 10 ноября 2024 года — Платформа № 2. Современное название дано по улице Ленина, пересекающей железную дорогу по переезду в 100 метрах от её северо-восточного торца. Там же находится и перекрёсток с Траншейной (на которую ведёт выход с платформы) и Еленинской улицами.
Расположена в 3,5 километрах от станции Вырица. Одна платформа, боковая. Вход и выход пассажиров осуществляется из первых трёх вагонов (так утверждает машинист по громкой связи (согласно инструкции Окт. жд/ТЧ-20/ОДМВ).

### Суворовский проспект
До 10 ноября 2024 года — Платформа № 3. Современное название дано по одноимённому проспекту, проезжие части которого расположены с обеих сторон железной дороги: с западной стороны находятся дома с нечётными номерами, с восточной — с чётными.
Расположена в 5 километрах от станции Вырица. Одна платформа, боковая. Как и на второй платформе, вход и выход пассажиров осуществляется из первых четырёх вагонов.
Все платформы находятся с северной стороны ветки (справа, если ехать от ст. Вырица).
Кроме того, между Третьей платформой и ст. Посёлок существовала Четвёртая платформа, предположительно ликвидированная при электрификации участка Павловск — Вырица — Посёлок в 1962 году.

### Посёлок
Расположена в 7 километрах от станции Вырица. Конечная станция на ветке. На станции 3 пути, боковые отходят от главного (парк-рыбка). У боковых путей находятся и платформы. В основном используется северная платформа. Южная платформа используется гораздо реже. Главный путь оканчивается тупиком, а боковые идут дальше и переходят в разворотный треугольник. Одна из ветвей этого треугольника проходит через огороженную территорию — службы пути.

## Фотогалерея

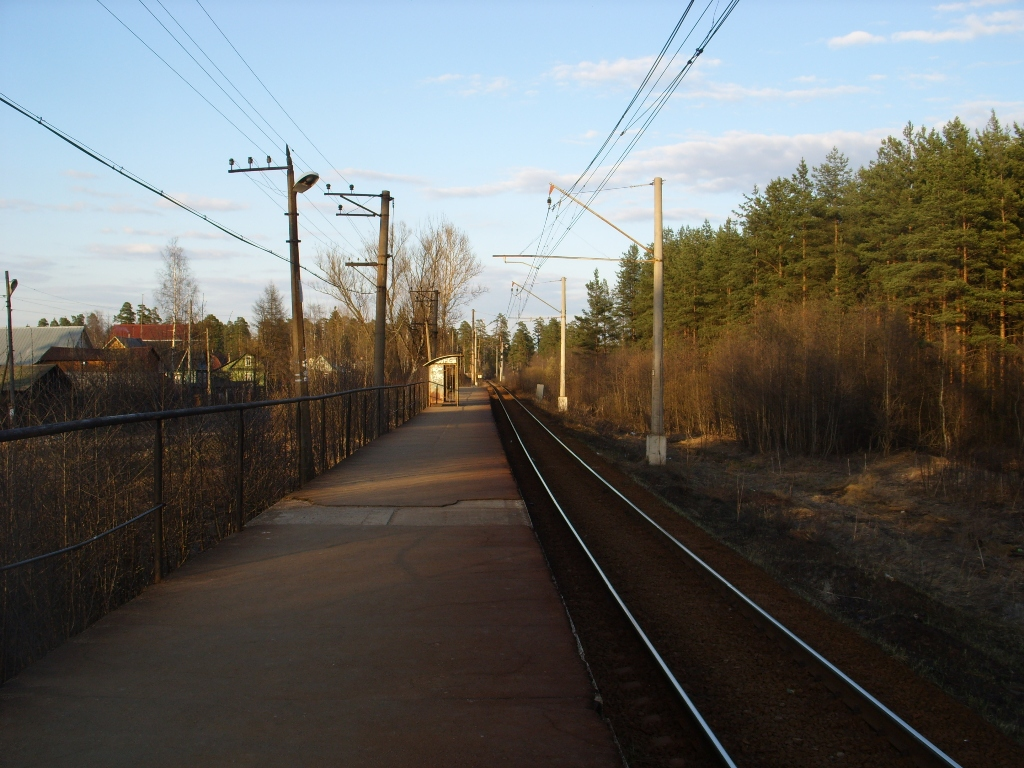
1 платформа. Вид в сторону ст. Вырица
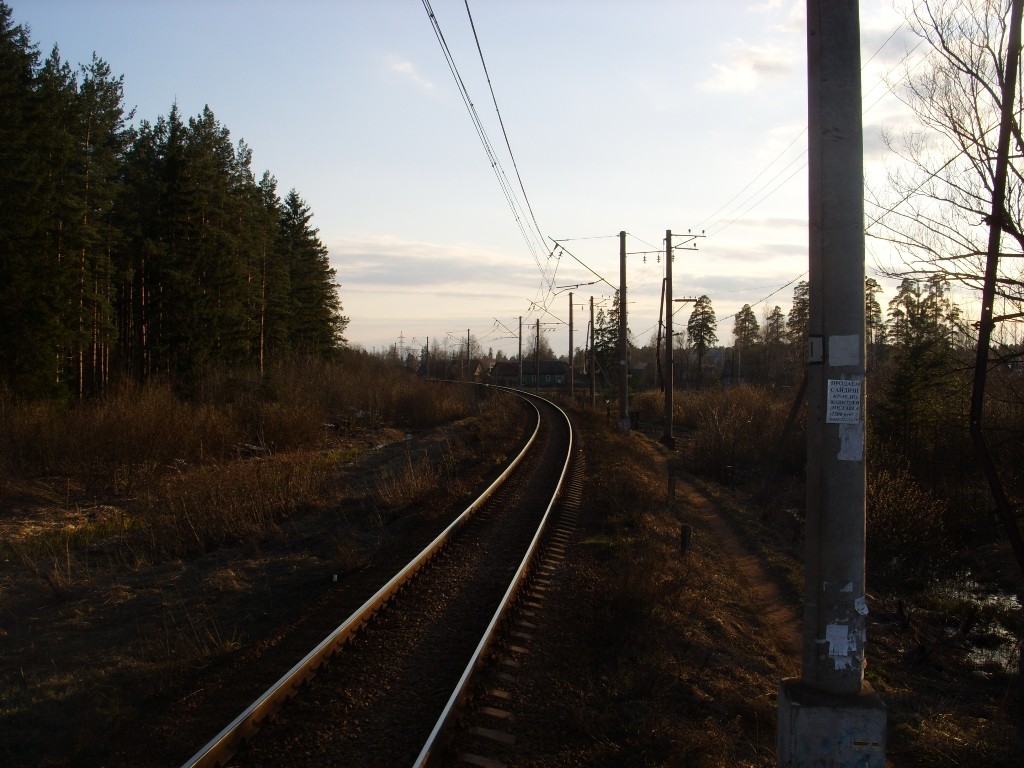
Участок 1 платформа — 2 платформа, вид в сторону ст. Посёлок
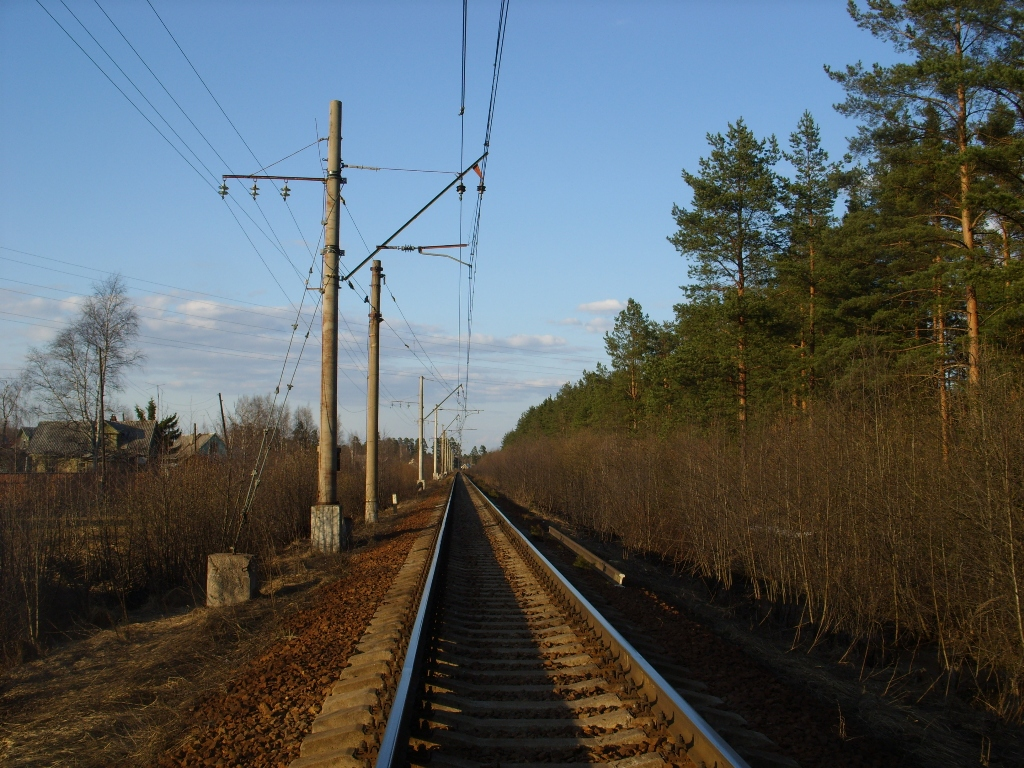
Участок 2 пл. - 1 пл., вид в сторону ст. Вырица
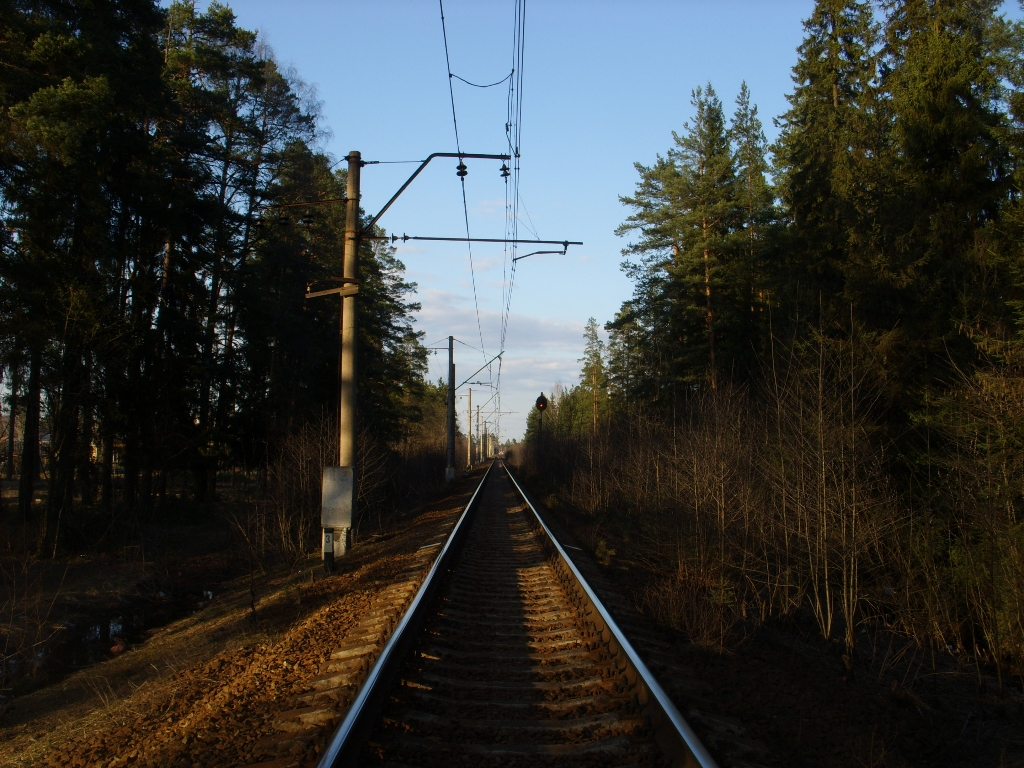
Участок 2 платформа — 1 платформа, вид в сторону Вырицы
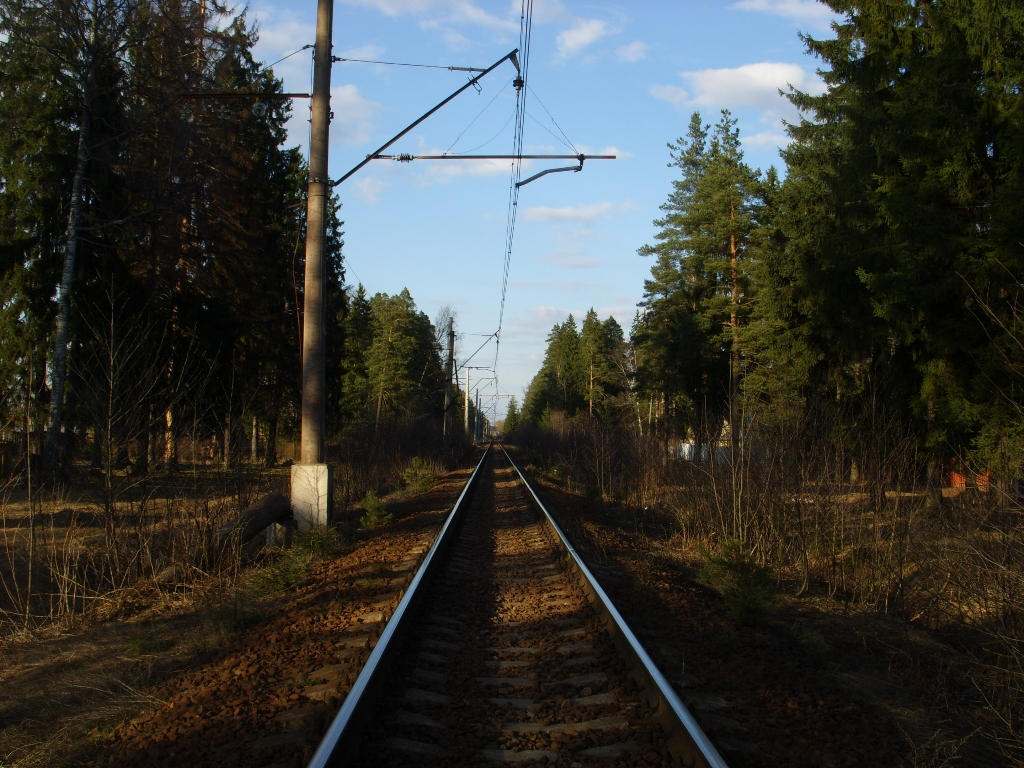
Участок 3 платформа — 2 платформа, вид в сторону ст. Вырица
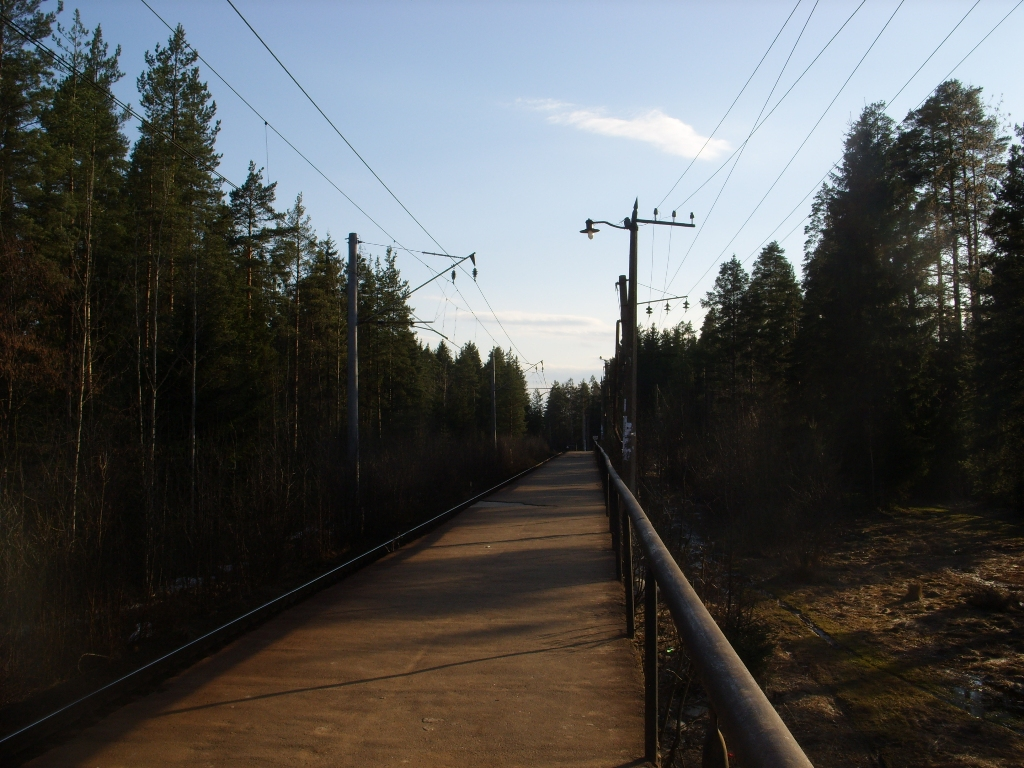
3 платформа. Вид в сторону ст. Посёлок
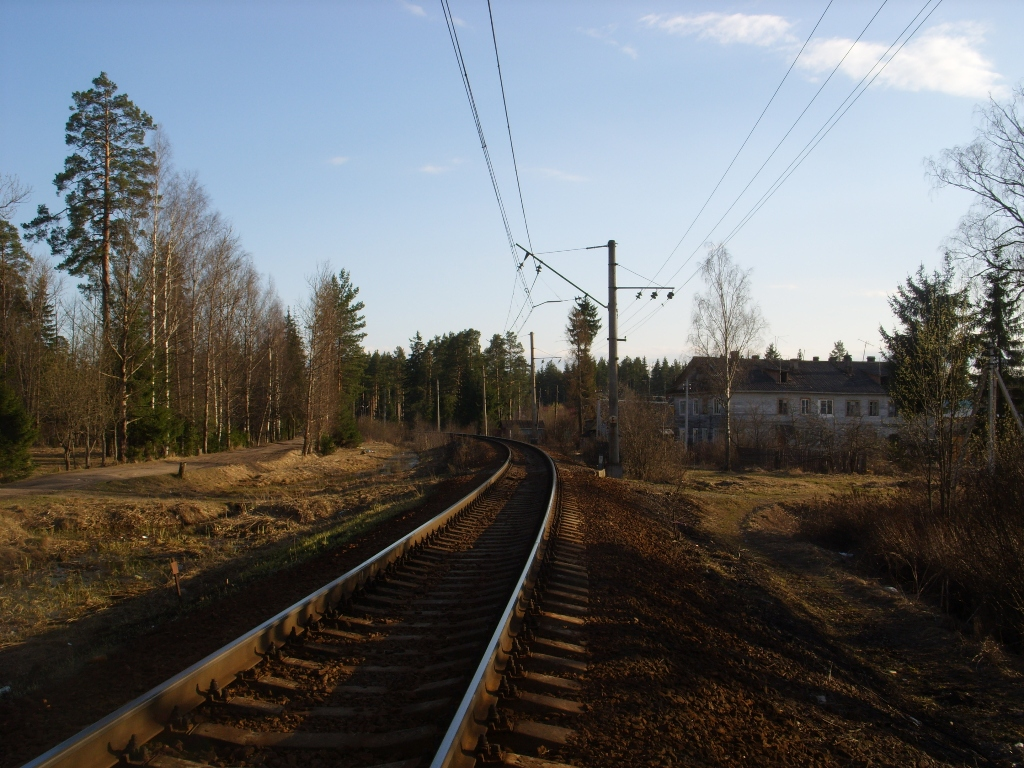
Участок 3 платформа - Посёлок. Вид в сторону ст. Посёлок
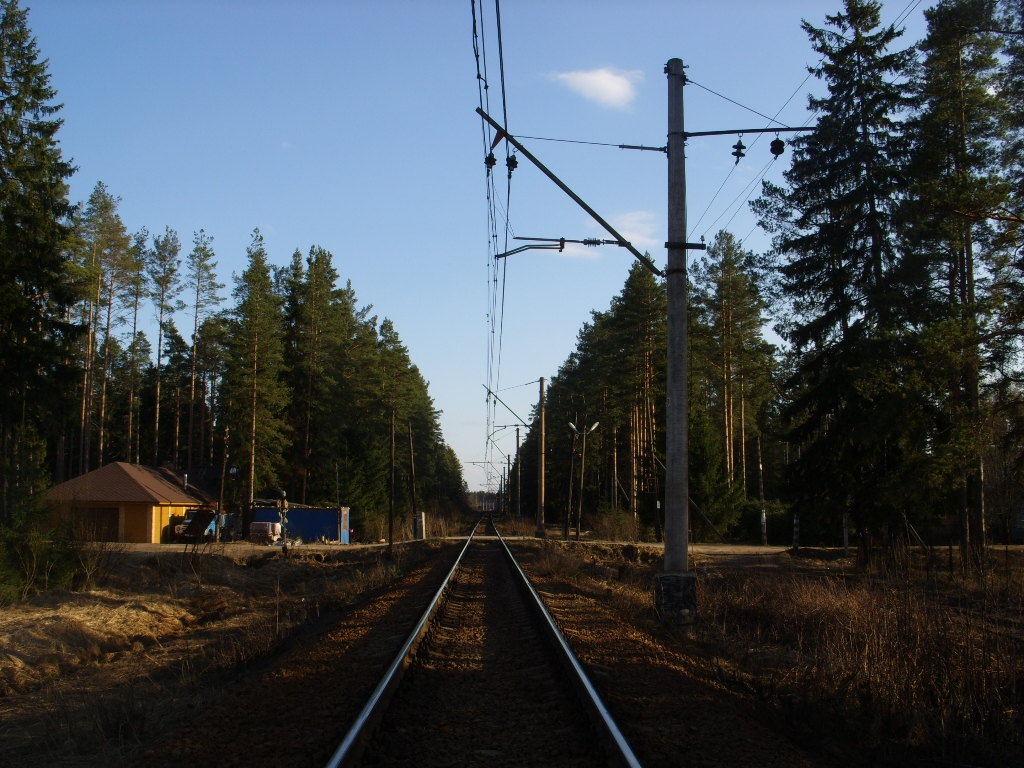
Участок 3 платформа - Посёлок. Вид в сторону ст. Посёлок